# Житавани
Житавани (слч. Žitavany) насељено је мјесто са административним статусом сеоске општине (слч. obec) у округу Злате Моравце, у Њитранском крају, Словачка Република.

## Становништво
| Година:    | 1994. | 2004. | 2014.   | 2024.   |
| ---------- | ----- | ----- | ------- | ------- |
| Број људи: | 0     | 1818  | 1930    | 1804    |
| Разлика:   |       | –     | +6,16 % | -6,52 % |

| Година:    | 2023. | 2024.   |
| ---------- | ----- | ------- |
| Број људи: | 1825  | 1804    |
| Разлика:   |       | -1,15 % |

Према подацима о броју становника из 2011. године насеље је имало 1.873 становника.